# الکساندر ولوشین
الکساندر ولوشین، (به روسی: Александр Волóшин) (زاده ۱۹۵۶) کارآفرین، سیاست‌مدار و مدیر ارشد اجرایی روس است، که در حال حاضر به‌عنوان رییس هیئت مدیره شرکت اورال‌کالی فعالیت می‌نماید. وی در فاصله سال‌های ۱۹۹۹ تا ۲۰۰۳ در زمان بوریس یلتسین، رئیس دفتر ریاست جمهوری روسیه را بر عهده داشت.